# Idealismo oggettivo
L'idealismo oggettivo è una concezione filosofica che afferma la natura ideale, spirituale del mondo, facendo dell'Idea un principio assoluto, inteso non solo come contenuto soggettivo della mente, ma anche come essenza della realtà. Si differenzia perciò dall'idealismo soggettivo che fa dipendere totalmente la realtà dalla coscienza di chi la pensa.

## Accezioni del termine
Antitetico al materialismo, l'idealismo oggettivo è conciliabile col realismo nella misura in cui concepisce le idee come degli enti reali, oggetto di conoscenza del pensiero. In tal senso anche la dottrina di Platone può essere intesa come una forma di idealismo oggettivo, così pure il neoplatonismo cristiano agostiniano, e quello scolastico-medioevale aderente al realismo estremo.

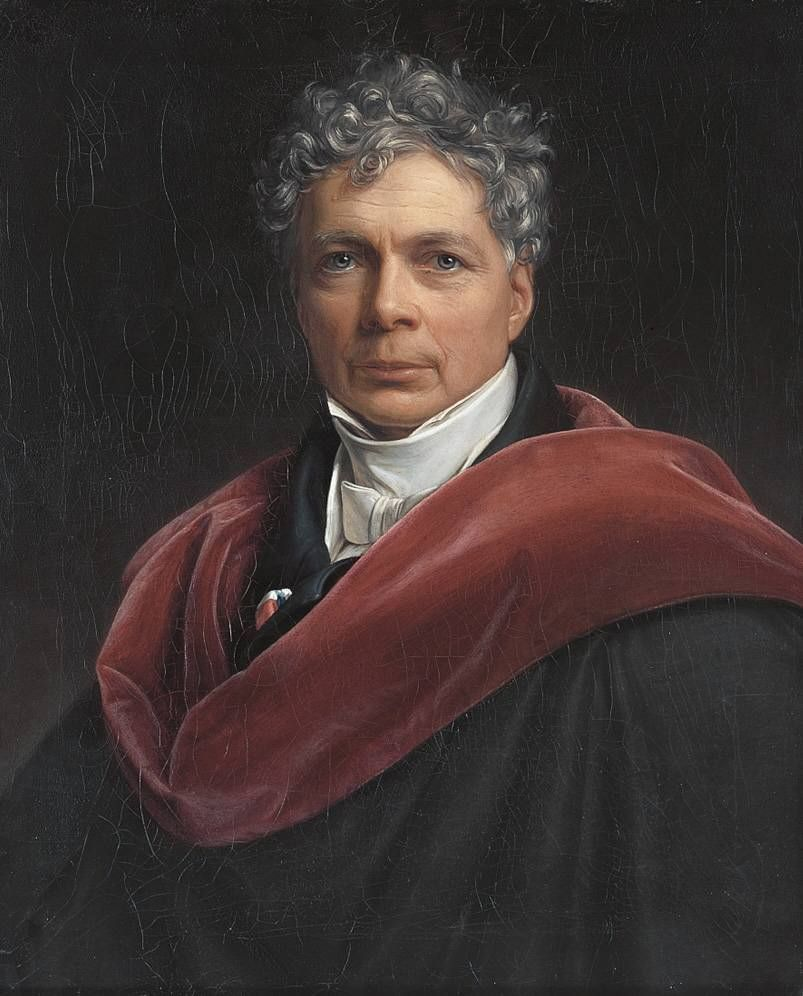
Friedrich W. Schelling

Può inoltre essere fatto rientrare nell'idealismo oggettivo il sistema di Baruch Spinoza, per il quale «l'ordine e la connessione delle idee è identica a quella che sussiste nella realtà».
Friedrich Schelling, che riprese lo spinozismo conciliandolo con l'idealismo trascendentale kantiano, designò la propria posizione filosofica come ideal-realismo. Il suo «idealismo oggettivo» o estetico, a differenza di quello soggettivo di Fichte, intendeva restituire dignità al momento del non-io, posto inconsciamente dall'Io, cioè alla Natura, vista da Schelling non come semplice passività o meccanismo inerte, bensì come potenzialità, «spirito in letargo», «preisotria della coscienza»: in tal senso l'idealismo schellinghiano è trascendentale, perché, non potendo esservi oggetto senza soggetto, la Natura evolve finalisticamente in funzione dello sviluppo dello Spirito, progredendo dai gradi inferiori verso quelli superiori fino a diventare piena autocoscienza nell'uomo, in cui acquista consapevolezza di sé. Il suo idealismo è in definitiva questa stessa consapevolezza.
Si parla di idealismo oggettivo anche per Friedrich Hegel, il quale sosteneva che «l'Idea nella sua totalità coincide colla natura», non esaurendo quindi la totalità dell'essere nell'immanenza della coscienza finita del soggetto. Tale coincidenza hegeliana, a differenza di quella immediata e inconscia di Schelling, si produce in maniera dialettica.
Il neoidealista italiano Giovanni Gentile individuerà tuttavia il nucleo dell'idealismo oggettivo nell'assunzione di un Pensato, quale l'Idea platonica, o la Logica hegeliana, ritenuto anteriore all'atto pensante dello Spirito: questo pensato per lui rappresentava il residuo metafisico da rimuovere se si voleva approdare a un idealismo veramente coerente e assoluto.

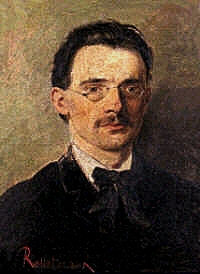
Rudolf Steiner

D'altra parte, il matematico Charles Sanders Peirce dichiarò che «l'unica teoria intelligibile dell'universo è quella dell'idealismo oggettivo, cioè che la materia è una mente disattiva, abitudini inveterate che diventano leggi fisiche».
L'idealismo oggettivo è anche la posizione filosofica in cui si riconosceva l'esoterista Rudolf Steiner, che così la denominò nel 1925. Aderendo alla concezione goethiana della natura, Steiner aveva infatti sostenuto:
(Rudolf Steiner, Le opere scientifiche di Goethe, pag. 164, Milano, Fratelli Bocca Editori, 1944)
Ne consegue che per Steiner «la vera scienza, nel senso superiore della parola, ha a che fare unicamente con oggetti ideali; non può essere altro che idealismo; poiché ha la sua ultima ragione d'essere in bisogni che originano dallo spirito».
Più recentemente si tende a vedere nell'idealismo oggettivo un indirizzo ontologico di pensiero da contrapporre alle derive moderne del nichilismo e dello scetticismo.